# العلاقات التوغوية التوفالية
العلاقات التوغولية التوفالية هي العلاقات الثنائية التي تجمع بين توغو وتوفالو.

## مقارنة بين البلدين
هذه مقارنة عامة ومرجعية للدولتين:
| وجه المقارنة                                              | توغو            | توفالو                         |
| --------------------------------------------------------- | --------------- | ------------------------------ |
| المساحة (كم2)                                             | 56.78 ألف       | 26                             |
| عدد السكان (نسمة)                                         | 7.80 مليون      | 11.19 ألف                      |
| الكثافة السكانية (ن./كم²)                                 | 137.37          | 43.04 ألف                      |
| العاصمة                                                   | لومي            | فونافوتي                       |
| اللغة الرسمية                                             | لغة فرنسية      | اللغة التوفالوية، لغة إنجليزية |
| العملة                                                    | فرنك غرب أفريقي | دولار توفالو                   |
| الناتج المحلي الإجمالي (بليون دولار)                      | 4.81 مليار      | 39.73 مليون                    |
| الناتج المحلي الإجمالي (تعادل القوة الشرائية) بليون دولار | 10.67 مليار     | 38.93 مليون                    |
| الناتج المحلي الإجمالي الاسمي للفرد دولار أمريكي          | 559             | 3.29 ألف                       |
| الناتج المحلي الإجمالي للفرد دولار أمريكي                 | 1.43 ألف        | 3.77 ألف                       |
| مؤشر التنمية البشرية                                      | 0.484           |                                |
| رمز المكالمات الدولي                                      | +228            | +688                           |
| رمز الإنترنت                                              | .tg             | .tv                            |
| المنطقة الزمنية                                           | 00              | ت ع م+12:00                    |

## منظمات دولية مشتركة
يشترك البلدان في عضوية مجموعة من المنظمات الدولية، منها:
| علم المنظمة | اسم المنظمة                                 | تاريخ انضمام توغو | تاريخ انضمام توفالو |
| ----------- | ------------------------------------------- | ----------------- | ------------------- |
|             | مجموعة دول أفريقيا والكاريبي والمحيط الهادئ | ?                 | ?                   |
|             | منظمة حظر الأسلحة الكيميائية                | ?                 | ?                   |
|             | الأمم المتحدة                               | 20 سبتمبر 1960    | 5 سبتمبر 2000       |
|             | يونسكو                                      | 17 نوفمبر 1960    | 21 أكتوبر 1991      |
|             | مؤسسة التنمية الدولية                       | 21 أغسطس 1962     | 24 يونيو 2010       |
|             | البنك الدولي للإنشاء والتعمير               | 1 أغسطس 1962      | 24 يونيو 2010       |
|             | الاتحاد البريدي العالمي                     | ?                 | ?                   |
|             | الاتحاد الدولي للاتصالات                    | 14 سبتمبر 1961    | 15 أغسطس 1996       |